# Кардинал-довбоніс
Кардинал-довбоніс (Pheucticus) — рід горобцеподібних птахів родини кардиналових (Cardinalidae). Містить 6 видів. Представники роду поширені в Центральній та Південній Америці.

## Види
- Кардинал-довбоніс жовтий (Pheucticus chrysopeplus)
- Кардинал-довбоніс коста-риканський (Pheucticus tibialis)
- Кардинал-довбоніс жовточеревий (Pheucticus chrysogaster)
- Кардинал-довбоніс золоточеревий (Pheucticus aureoventris)
- Кардинал-довбоніс червоноволий (Pheucticus ludovicianus)
- Кардинал-довбоніс чорноголовий (Pheucticus melanocephalus)